# MKM Stadium
El MKM Stadium, anteriormente conocido como Taabouni Stadium o simplemente KC, es una instalación de fines múltiples en la ciudad de Kingston upon Hull (Hull), Inglaterra. Concebido a finales de la década de los noventa, se acabó de construir en 2002 con un coste aproximado de 44 millones de libras. Tomando el nombre posteriormente de uno de los patrocinadores del estadio, la empresa de telecomunicaciones Kingston Communications. El estadio es propiedad del Ayuntamiento de Hull City y la gestión está a cargo de la compañía Stadium Management Company (SMC).
El estadio, que tiene forma de tazón, tiene una sola grada de asientos con una segunda sobre el lado de oeste. Su capacidad actual es de 25 404 espectadores. El estadio da cabida a las aficiones de los clubes arrendatarios, el club de fútbol Hull City A.F.C. y el club de rugby Hull FC, que se trasladó desde The Boulevard.
El estadio también recibe partidos internacionales de fútbol y de rugby y también se realizan conciertos de música, como Elton John y The Who.

## Galería de fotos

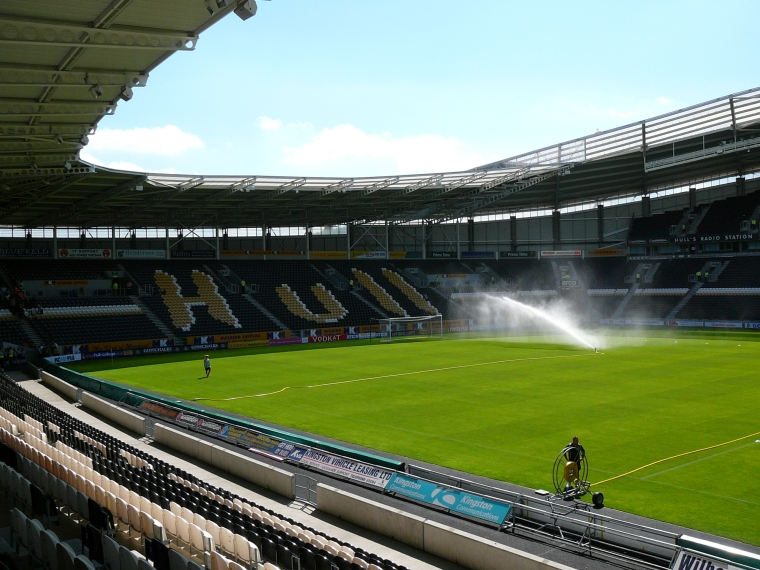
MKM Grada Sur
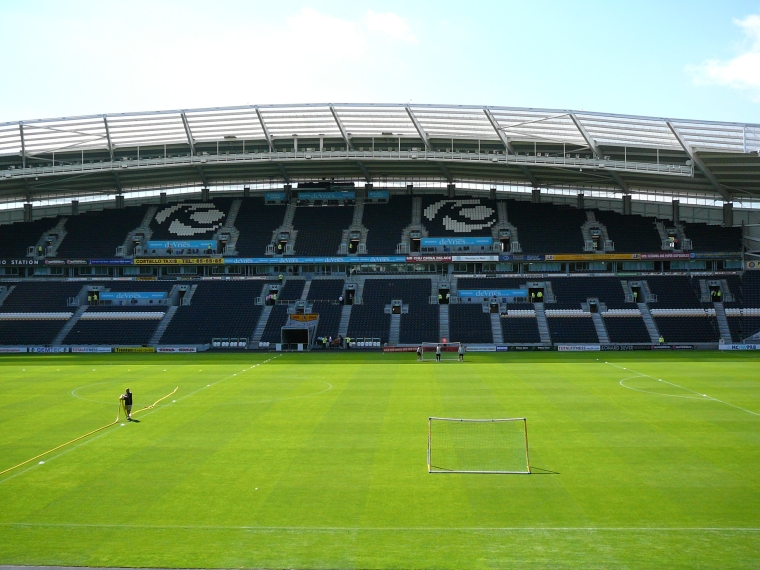
deVries Honda Grada Oeste
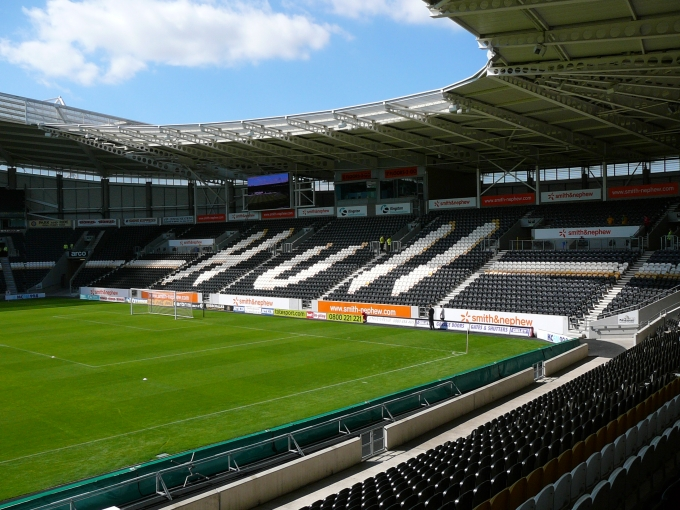
Smith & Nephew Grada Norte
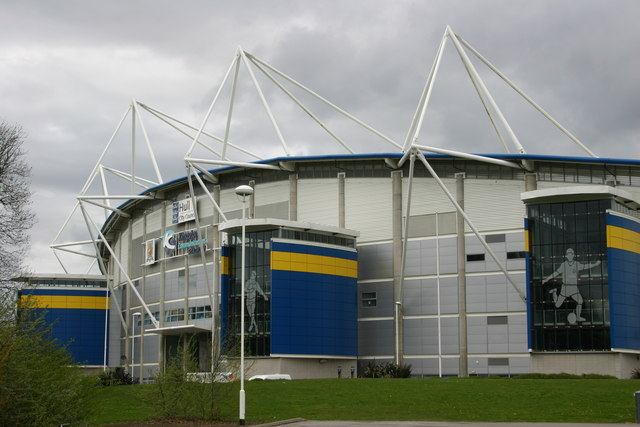
El Estadio en azul y oro destacado por un día gris
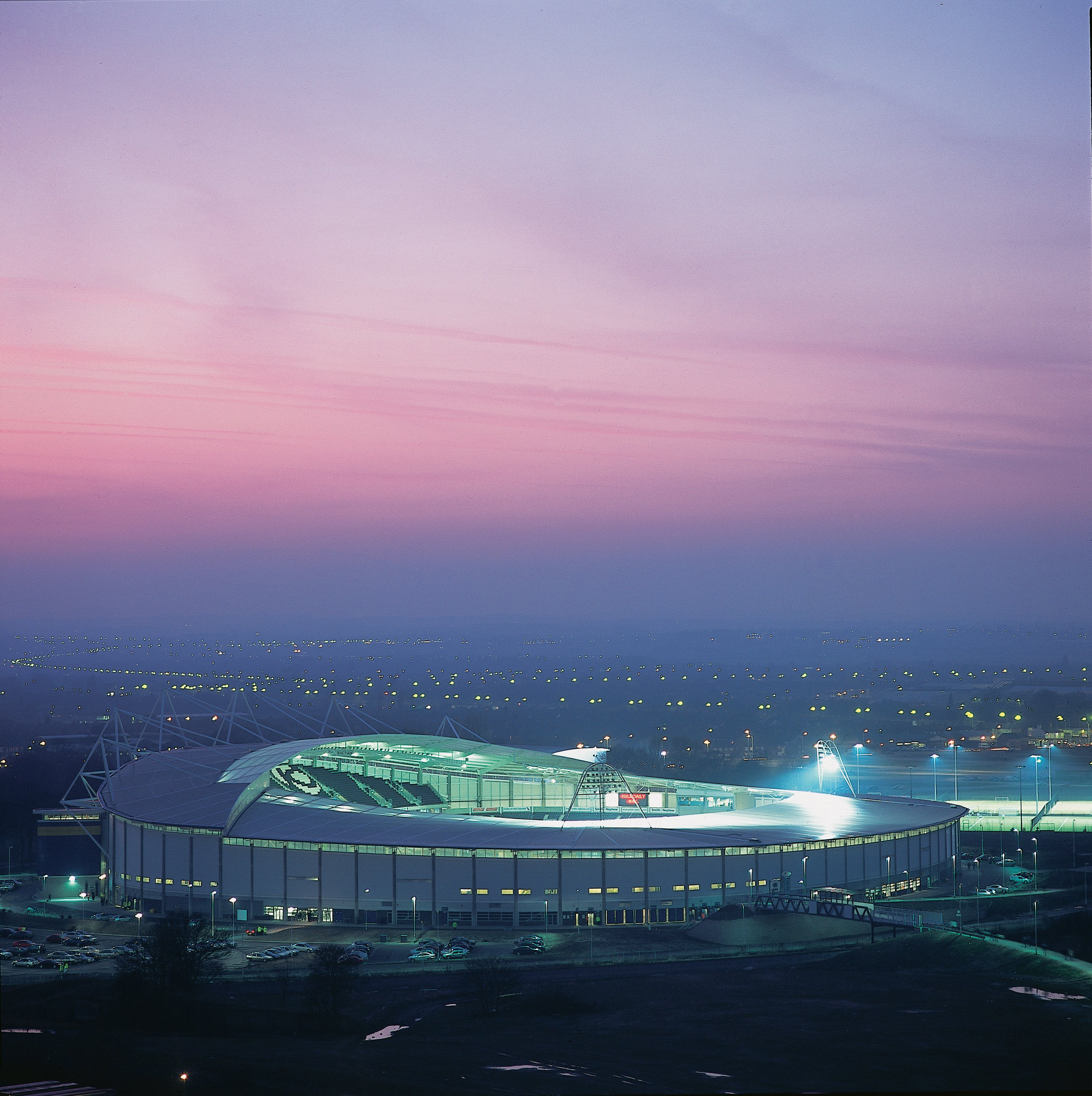
The Kingston Communications Stadium